# Premi Memorial Francesc Macià
El Premi Memorial Francesc Macià és un guardó que atorga anualment i des del 2007 la Fundació Josep Irla amb l'objectiu de distingir una persona i una entitat que hagin destacat en la seva acció en defensa de la llengua, la cultura o la nació catalanes. El premi s'entrega juntament amb el Memorial Lluís Companys i el Premi d'Assaig Breu Irla en un acte anomenat Nit Irla. Més enllà del reconeixement, el premi consisteix en una estatueta de Francesc Macià, obra de l'escultora igualadina Teresa Riba.
A causa de la pandèmia del coronavirus, l'any 2020 la Fundació Irla va decidir concedir el premi només a entitats.

## Entitats guardonades
- 2007: Col·lectiu Ovidi Montllor, associació en defensa de la música en valencià[5][6]
- 2009: Escola Valenciana, entitat per a la normalització lingüística[7]
- 2010: Catalonia Today, diari anglès de l'actualitat catalana.[8]
- 2011: Aire Nou de Bao, entitat al servei de la llengua i al cultura catalanes a la Catalunya Nord.[9]
- 2012: Xarxa Alcover, conjunt d'entitats per a la promoció del teatre en català.[10][11]
- 2013: Col·lectiu Emma, xarxa de ciutadans que analitzen la imatge de Catalunya en la premsa internacional.[12]
- 2014: Plataforma Crida, organització en defensa de l'educació pública de qualitat, laica i en català.[13]
- 2015: Comissió de la Dignitat entitat que té com a objectiu recuperar els Papers de Salamanca.
- 2016: Centre Artesà Tradicionàrius, espai concebut per preservar i fomentar la música tradicional.
- 2017: Drets, associació de professionals del dret per defensar la societat catalana de la catalanofòbia.[14]
- 2018: Associació Catalana pels Drets Civils, associació de familiars de presos i exiliats polítics.[15]
- 2019: All Party Parliamentary Group on Catalonia[16]
- 2020: L'Associació Cívica per la Llengua "El Tempir", associació en defensa de la llengua catalana a Elx.[4]
- 2021: Fundació .cat
- 2022: Grup de Periodistes Ramon Barnils
- 2023: Barnasants
- 2024: Publicacions de l'Abadia de Montserrat
- 2025: APPEC

## Persones guardonades
- 2007: Teresa Rebull, cantautora i activista política catalana.[6]
- 2009: Robert Surroca i Tallaferro, escriptor i activista polític català.[17]
- 2010: Jordi Porta i Ribalta, filòsof i activista cultural català.[18]
- 2011: Xavier Rubert de Ventós, filòsof, professor universitari, escriptor i polític català.[9]
- 2012: Mònica Terribas i Sala, periodista catalana.[19]
- 2013: Josep Carreras i Coll, tenor català.[20]
- 2014: Josep Maria Espinàs i Massip, escriptor i periodista català.[21]
- 2015: Santiago Vidal, jutge.
- 2016: Empar Moliner, periodista i escriptora.
- 2017: Peter Bush, traductor a l'anglès d'autors destacats de la literatura catalana.[14]
- 2018: Teresa Juvé i Acero, pedagoga i escriptora.[15]
- 2019: Marta Casals, promotora cultural.[16]
- 2020: no concedit[4]
- 2021: Gustau Muñoz i Veiga
- 2022: Damià Pons i Pons
- 2023: Carme Sansa
- 2024: Joan Font
- 2025: Maria Teresa Cabré i Castellví